# Alfred P. Sloan

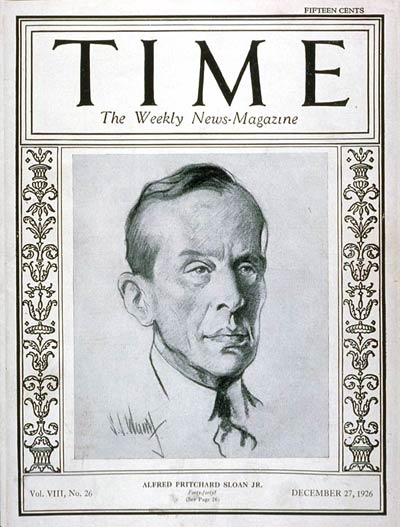
Sloan képe az amerikai Time Magazine címlapján (1926. december 27.)

Ifj. Alfred Pritchard Sloan (1875. május 23. – 1966. február 17.) a General Motors elnöke és vezérigazgatója volt 1923 és 1956 között. Sloan vezetése alatt számos újítást vezetett be a GM irányításában, amelyeket ma már minden modern vállalatnál alkalmaznak.

## Élete és első munkahelye
Sloan 1875-ben New Havenben, Connecticutban született jómódú családban, apja tea és kávéimporttal foglalkozott. 10 éves korában a család New Yorkba, Brooklyn-ba költözött. Sloan 11 éves koráig állami iskolába járt, amikor beíratták a Brooklyn Polytechnic Institute-ba, ahol hamarosan kitűnt műszaki és mérnöki képességeivel. 17 évesen, 1892-ben iratkozott be a cambridge-i Massachusetts Institute of Technology-ba és 3 év alatt szerezte meg villamosmérnöki diplomáját. Ezután egy kis golyóscsapágygyárnál (Hyatt Roller Bearing) helyezkedett el New Jerseyben. Az üzem gondokkal küzdött, de Sloan biztos volt abban, hogy megfelelő irányítással jövedelmezővé lehet tenni. Rábeszélte apját és egy másik befektetőt, hogy 5000 dollár befektetéssel vegyék meg a gyárat és tegyék meg igazgatónak. Sloan csupán hat hónap alatt jövedelmezőségét megfordította és még abban az évben 12000 dollár nyereséget ért el. Sloan ekkor sikerrel vette rá az Olds Motors Company-t, hogy próbálja ki az általa gyártott gördülőcsapágyakat, hamarosan a Ford és minden jelentős amerikai autógyártó a Sloan-féle csapágyakat használta.

### Első sikeres vállalata
A Hyatt csapágyüzem üzem 1916-ban már 10 millió dolláros forgalmat bonyolított le és évi 4 millió dollár hasznot hozott, amikor a William Durant által General Motors Corporation 13,5 millió dollárt fizetett a Hyatt-ért. Durant összeolvasztotta a Hyatt-ot a GM számos alkatrészgyártó érdekeltségével és Sloan vezetése alatt létrehozta az United Motors Corporation-t. 1918-ban a GM átvette az irányítást az United Motors Corporation felett és saját alkatrészgyártó részlegének tette meg, az üzletágat Sloan irányította, mint a GM alelnöke.
Ugyanebben az időben Durant-ot, Sloan támogatóját, részvényfelvásárlási akcióval kiszorította Pierre du Pont, a Du Pont vállalat alapítója, aki nem nagyon értett az autóiparhoz, ezért egyre jobban Sloan-ra támaszkodott. Ezzel Sloan a GM felsővezetésébe került, 1920-ban a GM operatív alelnöke, majd1923-ban elnöke, és 1937-ben a GM igazgatótanácsának elnöke lett. Sloan elnöki kinevezésekor a GM eladásai 698 millió dollárra rúgtak, 6 évvel később elérték az 1,5 milliárd dollárt, a GM-részvények értéke 480%-kal nőtt.
A General Motors Sloan vezetése alatt vált híressé azzal, hogy a vállalatcsoport különböző tevékenységeit pénzügyi mutatók (mint például a befektetés hozama) alapján való irányításával, ezeket a mutatókat először Donaldson Brown pénzügyi igazgató vezette be a GM-nél, aki John J. Raskob alelnök védence volt. Raskobot pedig Pierre du Pont pártfogolta, a DuPont vállalat alapítója, amelynek 43%-os részesedése volt a GM-ben.
1934-ben alapította meg a róla elnevezett jótékonysági intézményt, az Alfred P. Sloan Alapítványt, amely a mai napig működik.
Az 1930-as években Sloan vett egy 236 láb hosszú jachtot 1 millió amerikai dollárért. A hajónak a "Rene" nevet adta és 43 fős legénységet bérelt fel évi 120000 dollárért. Azonban a hajózásra hamarosan ráunt és a jacht lényegében kihasználatlanul vesztegelt a kikötőben 1941-ig, amikor az amerikai kormány egyik intézménye (a Maritime Commission) 175000 dollárért megvásárolta. Gyakorlatilag egy volt Sloan egyetlen befektetése, amelyik nem hozott nyereséget és az egyetlen komoly szabadidős tevékenysége, mivel nem dohányzott, nem ivott, nem olvasott regényeket vagy más szépirodalmat és nem sportolt.

### A GM-villamos összeesküvés
Ebben az időszakban cserélték le a legtöbb amerikai nagyvárosban a közlekedési vállalatok által használt villamosokat autóbuszokra. Egyes feltételezések szerint a váltást a General Motors, a Firestone Tire Corp., a Standard Oil of California, és a Mack Truck Co kényszerítették ki, hogy ezzel is növeljék eladásaikat. Az szerint Sloan egy alvállalaton keresztül felvásárolta a városi villamos-vállalatokat és az érvényben lévő rendelkezések megváltoztatásának elkerülése céljából a villamoskocsikat elégették, a síneket felszedték, a járatokat GM-buszokkal helyettesítették. A kevésbé nyereséges vonalakon a járatsűrűséget odáig csökkentették, hogy végül is az utasok rákényszerültek saját független közlekedésük biztosítására és autókat vásároltak – a GM-től.

### Harcok a szakszervezetekkel
Az 1930-as években került sor a GM vezetése és a szakszervezetek közötti összecsapásra. A GM vezetése korábban is ellenségesen viszonyult a munkások szervezkedéséhez, de Sloan tartózkodott a Henry Ford által alkalmazott erőszakos módszerektől. Ehelyett inkább kiterjedt besúgóhálózatot hozott létre a GM-nél, amely azonban nem tudta megelőzni a munkások tömeges munkabeszüntetéssel járó sztrájkját 1937-ben.
A sztrájk 44 napig tartott és Sloan karrierjének egyik legválságosabb periódusa volt. Sloan kezdetben megtagadta, hogy a "gyárakat erőszakkal túszul ejtő" munkásokkal tárgyaljon, de miután Roosevelt elnök személyesen kritizálta, visszakoznia kellett és Frank Murphy, Michigan állam kormányzójának közvetítésével a menedzsment és a munkások a tárgyalóasztalhoz ültek. Sloan azonban személyesen nem vett részt a tárgyalásokon, ezt a feladatot az operatív alelnökre, William S. Knudsen-re bízta. Pár hónappal később lemondott a vállalat elnöki tisztéről és a GM igazgatótanácsának elnöke lett.

### Adóproblémák
Pár hónappal később, 1937 júniusában az amerikai kongresszus vizsgálóbizottságát a pénzügyminisztérium szakemberei úgy tájékoztatták, hogy Sloan és felesége 1934-37 között több, mint 1,9 millió dollár jövedelemadó befizetését kerülte el különféle vállalatok bevonásával. Bár az amerikai kormány hivatalosan sosem emelt vádat, de Sloan számára annyira kínos volt a bejelentés, hogy külön közleményben volt kénytelen védekezni. Eszerint csak 1937-ben 2,8 millió dolláros jövedelmének több mint felét fizette be szövetségi és állami adók formájában, míg a maradékot saját céljaira és adományokra fordította. Ebben az évben tette az első jelentősebb adományt, az Alfred P. Sloan Foundation 10 millió dollárt kapott. Az alapítvány, Sloan 1966-os haláláig, összesen 305 millió dollár értékű adományt kapott Sloantól és feleségétől, Irene-től.

### A GM a második világháborúban
A második világháború alatt a GM jelentős mértékben támogatta az amerikai hadsereget: összesen 102 gyárat alakítottak át haditermelésre és lényegében 1942 és 1945 között egyetlen autót sem gyártottak. A háború befejeztével természetesen minden gyárat át kellett alakítani a polgári termelésre, de a várakozásokkal ellentétben Sloan irányításával ez a folyamat igen gyorsan befejeződött: 1945 végére minden üzem visszatért a korábbi termékek gyártásához. A háború után a GM belépett a háztartási eszközök, illetve a dízelmotorok gyártásába is, valamint tengerentúli gyárakat és képviseleteket hoztak létre.
1946-ban Sloan lemondott a vezérigazgatói posztról, de megtartotta az igazgatótanács elnöki tisztét.

## Eredményei a GM irányításában
Sloan nevéhez fűződik az éves modellváltás bevezetése, amelynek következménye volt a tervezett elévülés fogalmának átültetése a gyakorlatba. Irányításával olyan árstruktúrát vezettek be a GM által gyártott autómárkák között, hogy a legdrágábbtól a legolcsóbbig terjedő skálán a Chevrolet, Pontiac, Oldsmobile, Buick és Cadillac modellek nem versenyeztek egymással és a vevők még akkor is hűek tudtak maradni a GM "családhoz", amikor az évek múltával vásárlóerejük és igényeik megváltoztak. Míg Henry Ford biztos volt abban, hogy ki tudja fejleszteni az egyetlen legjobb autót az amerikaiak számára, addig Sloan azt kínálta a vásárlóknak, amit azok kívántak. Sloan egy irodának és lakosztálynak berendezett vasúti pullmannkocsiban járta az országot a piacgazdálkodási osztály vezetőivel, hogy minden egyes eladóval személyesen beszélhessen a vásárlók igényeinek alakulásáról és "minden pénztárcának és minden igénynek" megfelelő autókat gyártson. Sloan így nyilatkozott erről az időszakról: "Lehet, hogy meglepőnek fog hangozni, de munkatársaimmal gyakorlatilag minden amerikai várost meglátogattam a keleti parttól a nyugati partig, Kanadától Mexikóig. A látogatások során naponta 5-10 autókereskedővel találkoztam a saját üzletükben és beszéltem velük az ötleteikről és a javaslataikról.
Ezek az újítások és a Ford vállalat 1920-as években tapasztalt problémái azt eredményezték, hogy az 1930-as években a GM a világ legnagyobb autógyártója lett, amely pozíciót 70 évig megőrizte (2007-ben a Toyota lett a világ legnagyobb autógyártója). Sloan irányítása alatt a GM lett az addig ismert legnagyobb, legsikeresebb és legjövedelmezőbb vállalat. 1920-ban, amikor Sloan átvette a GM operatív irányítását, a vállalat részesedése 12% volt az amerikai piacon, 1956-ban, amikor visszavonult, ez az arány 52% volt.
Dr.Schein, az MIT egyetemi tanára Sloannak a modern amerikai vállalati struktúra kialakításában végzett szerepéről ezt írta: "Szervezeti újításai olyan egyértelműen igazak voltak, hogy ma már elfelejtjük, hogy abban az időben újításnak számítottak…". Sloan érdeme, hogy a GM jelentős újítást vezetett be a vállalati irányítás területén:
1. A GM bürokratizálta az újító funkciót, vagyis az általa kialakított vállalati kultúrában a kockázatvállalás életben maradt divízió szinten is. Ahogyan Sloan megfogalmazta: Ha az esetek 51%-ában jól csinálod, akkor hős leszel.[6]
2. A GM Sloan vezetése alatt alakította ki szigorú pénzügyi és statisztikai módszereit, amelyekkel a hatalmas vállalat számos érdekeltségét hatékonyan lehetett irányítani. Sloan egyik kedvenc mondása volt, hogy "a General Motors pénzcsinálással foglalkozik és csak mellékesen gyárt autókat".
3. A GM a Egyesült Államok legnagyobb hirdetője lett, autóit a minden pénztárcának és minden célra szlogennel hirdette a vásárlók széles rétegeinek.[6]

Sloan központosította a vállalat pénzügyi és stratégiai irányítását, azonban decentralizálta az operatív döntéshozatalt. Emellett számos újítást is bevezettek az irányítása alatt tervezett autóknál: négy fékezett kerék, ólmozott benzin a motor kopogásának csökkentésére, a dugattyúház szellőzése, valamint a független első kerékfelfüggesztés. Sloan egyszemélyben irányította a GM felső vezetését, de nem élt vissza pozíciójával és nem viselkedett diktátorként. Egyik beceneve a "Csendes Sloan" volt. Sloan a vezetési módszereiről ezt mondta: "Sohasem adok utasításokat. Megpróbálom eladni az ötleteimet a kollégáimnak, ha tudom. elfogadom a véleményüket, ha meg tudnak győzni és gyakran meg is teszik. Mindenképpen előnyben részesítem azt, hogy meggyőzzem az embereket, azzal szemben, hogy a pozíciómat érvényesítem velük szemben."
Az 1964-ben kiadott "Éveim a General Motorsnál" című könyvéről Bill Gates így nyilatkozott: "ha csak egy könyvet akarsz elolvasni akkor ezt kell választanod a vállalatod sikeres vezetéséhez". Sloan maga így fogalmazta meg vállalatirányítási filozófiáját: "Ismerd meg a tényeket. Ismerd el az összes érdekelt igényeit. Ismerd fel annak szükségét, hogy minden nap jobbnak kell lenned, mint az előző nap. Legyél nyitott és dolgozz sokat. Ez az utóbbi a legfontosabb mind közül."

## Jótékonységi tevékenysége
A világ legelső, egyetemi keretek között szervezett vezetőképző programját (Sloan Fellows) 1931-ben a MIT hozta létre Sloan támogatásával. A Sloan Foundation 5, 25 millió dolláros adománya révén hozta létre a MIT az Ipari Vezetőképző Intézetet (School of Industrial Management) 1951-ben, ahol az ideális menedzser létrehozását tűzték ki célul. Később az iskola felvette Sloan nevét és ma MIT Alfred P. Sloan School of Management néven működik.
Sloan segítségével alakított meg a MIT egy kutatólaboratóriumot az autó és repülőmotorok fejlesztésére, valamint a repüléssel kapcsolatos műszaki problémák kutatására. 1945-ben 350000 dollárt adományozott egy professzori állás, 1949-ben 1 millió dollárt egy fémfeldolgozással foglalkozó laboratórium létrehozására. Később a Sloan Foundation 5 millió dolláros adományával alapították meg a Center for Advanced Engineering Study-t.
Egy másik adomány 1957-ben létrehozta a Sloan Fellows Program-ot a Stanford University egyik intézményében (Stanford Graduate School of Business). 1976-ban a képzést átnevezték Stanford Sloan Master's Program-ra és ezután a végzősök egyetemi diplomát kaptak. Sloan nevét őrzi még a támogatásával megalakított Sloan-Kettering Institute and Cancer Center, ahol többek között rákkutatással foglalkoznak. 1951-ben Sloan megkapta New York város egy rangos kitüntetését a város fejlődéséért tett erőfeszítéseinek elismeréseként.
1964-ben Sloan létrehozta az alapkutatásokat támogató Alfred P. Sloan Fund for Basic Research in the Physical Sciences alapítványt a MIT-el együtt, az alapítványnak Sloan magánvagyonából adományozott 5 millió dollárt. 1965-ben a California Institute of Technology-val közösen hoztak létre egy hasonló alapkutatásokat támogató alapítványt.

## Halála és elismerései
Sloan 1956. április 2-án vonult vissza a GM éléről, de tiszteletbeli elnökként továbbra is részt vett az igazgatótanács munkájában. 90 éves korában, 1966-ban szívroham következtében halt meg.
Halála után a következő elismeréseket kapta:
- "A modern menedzsment módszerek egyik legelőrehaladottabb képviselője." Roy Abernathy, az AMC Corp. elnöke.
- "Nemzetünknek és az autóiparnak tett szolgálatai felmérhetetlenek." Lynn A. Townsend, a Chrysler Corp. elnöke.
- "Azon kevesek egyike, akik beírták magukat az autóipar történelmébe." ifj. Henry Ford, a Ford Motor Corp. elnöke.

## Családja
Felesége Irene Jackson, akivel 1898-ban házasodtak össze. A házaspárnak nem volt gyermeke, és Irene 1956-ban halt meg. Sloannak négy testvére volt: Raymond, Harold, Clifford és Katherine.